# 十五少年漂流記
十五少年漂流記是法國小說家朱爾·凡爾納的小說，1888年出版，多次被改編成動畫、電影、電視劇。內容描述15名少年或兒童在無人島生活了兩年的冒險故事。

## 故事
1860年3月9日，一起原因不明的事故造成了一艘名為士羅號的船發生船難，當時在船上的十五名少年漂流到一座島上，在確定了島嶼是無人島後，十五名少年在島上選出了首領、發展出制度、發現新的動植物、製作工具，過著與大自然對抗的生活。
在無人島生活兩年後，少年們終於獲救。

## 登場人物

### 十五個少年與狗
漂流到無人島上的十五個人，故事的主角。年齡以1860年時為記。
柯爾登 Gordon(美國波士頓人 13.x歲)
十五少年中最年長的，第一任領袖。
柏利安 Briant(法國人 13歲)
土木技師之子，聰明活潑，第二任領袖。
德尼凡 Doniphan(英國人 13.x歲)
大地主之子，好勝心強，天生具有領袖魅力，和克羅斯、維各斯、韋博合組了「德尼凡黨」。擅長射擊和翻譯，口才相當好。
克羅斯 Cross(英國人 13.x歲)
德尼凡的表弟，德尼凡黨的一員。
巴克斯特 Baxter(英國人 13歲)
擅長製作工具，負責擔任書記，寫下眾人在島上發生的事，他的日記經過整理出版並熱銷。
韋博 Webb(英國人 12.5歲)
德尼凡黨的一員。
維各斯 Wilcox(英國人 12.5歲)
德尼凡黨的一員。
卡爾內 Garnett(英國人 12歲)
獵犬號船主的兒子，和瑟威斯很要好。
瑟維斯 Service(英國人 12歲)
相當有活力的少年，負責照料家畜。
杰可 Jacques(法國人 10歲)
柏利安的弟弟，個性調皮搗蛋，令人擔心。
詹肯 Jenkins(英國人 9歲)
紐西蘭科學協會會長之子。
艾佛森 Iverson(英國人 9歲)
牧師之子，優等生。
多樂 Dole(英國人 8.5歲)
紐西蘭陸軍將校之子，比克斯達年長6個月，喜歡吃甜食。
克斯達 Costur(英國人 8歲)
紐西蘭陸軍將校之子，十五少年中最年幼的。
莫可 Moko(黑人 12歲)
實習水手，擅長做料理和駕船。
小帆 (狗)
柯爾登的狗，在島上時幫了少年們很大的忙。

### 塞文號
故事終盤登場的反派。
伊萬 Evans
原本是塞文號的大副，被惡徒所控制，後來逃脫後轉而協助少年們對抗惡徒。
凱特 Kate
塞文號的乘客，被惡徒所控制，後來逃脫後轉而協助少年們對抗惡徒。
華斯頓
原本是塞文號的船員，惡徒的首領。
庫克
華斯頓的手下。
布萊特
華斯頓的手下。
洛克
華斯頓的手下。
柯柏
華斯頓的手下。
派克 Pike
華斯頓的手下。
福柏 Forbes
華斯頓的手下。
何雷
華斯頓的手下。

## 用語
查理曼寄宿學校
少年們就讀的寄宿學校，是當地上流家庭的孩子就讀的學校。學生都是來自英國、美國、法國或德國的白人子弟。
獵犬號
少年搭乘的船，在事故後解體。
查理曼島
少年在漂流後所上岸的島，以他們自己的寄宿學校命名。他們居住的洞穴命名為「法蘭西洞」，島上的地名也都以他們故鄉的事物來命名。

## 中文譯本
- 《十五小豪傑》，梁啟超、羅普譯，1902年。據森田思軒日譯本《十五少年》轉譯。[1]
- 《十五小英雄》，章士佼譯，上海：激流，1939年。據森田思軒日譯本《十五少年》轉譯。[1]
- 《十五小豪傑》，施洛英編譯，上海：啟明，1940年。[2]
- 《十五少年漂流記》，許雅雯譯，野人(第一部繁體中文全譯本)，2018年1月。

## 流行文化
《哆啦A夢》第97集「明白看書的樂趣」（舊版「講故事書皮」），劇情講述平日不愛讀名著、但對到無人島探險深感興趣的大雄要求出木杉替他唸的就是這本書，出木杉讀到嗓子都不行了。最後，大雄把出木杉的書借來去看。哆啦A夢說他難得「明白看書的樂趣」啊。
故事是一個伊索寓言「北風與太陽」的現代版，與其一味要求別人「多讀課外書」，不如先了解對方喜好，再找適合他的課外書閱讀。

## 關聯作品

### 小說
- 蒼蠅王

### 動畫
- 銀河漂流
- 無限的未知

### 電子遊戲
- 十三機兵防衛圈

## 外部連結
1. 1 2  賴慈芸. . 翻譯偵探事務所. 2013-11-22  [2019-06-18]. （原始内容存档于2019-06-18）.
2. ↑  賴慈芸. . 翻譯偵探事務所. 2015-06-02  [2019-06-18]. （原始内容存档于2019-06-18）.